# Hork-Bajir
Raza extraterrestre del universo de ciencia ficción creado por K.A. Applegate en su colección de libros Animorphs.
Los 'hork-bajirs' son una raza de pacíficos herbívoros esclavizados por los yeerks. Los yeerks usan a los Hork-Bajirs como armas ofensivas, dado las hojas cortantees que recubren sus cuerpos, que, en su estado natural, les sirven para procurarse comida.

## Apariencia
Los Hork-Bajirs tienen una aparienza reptilesca. Cuello de serpiente, escamas y cola contribuyen a esa sensación. Son bípedos y su altura puede llegar con facilidad a los dos metros (2 m (6′ 7″)). Tienen cuchillas en partes estratégicas de su cuerpo, cuya finalidad es procurarse alimento, aunque también pueden ser utilizadas con bastante efectividad como arma blanca

## Otros Rasgos Distintivos
Su capacidad de regeneración y resistencia a las heridas es muy superior a la humana, llegando al punto de regenerar el tejido óseo del cráneo en pocos segundos.
También poseen un gran sentido del olfato y una gran velocidad.
- Datos: Q3140581